# Nynäs, Björklinge
Nynäs är en medeltida stenhusruin i Björklinge socken i Uppsala kommun, bestående av byggnadslämningar på tre mindre kullar invid Långsjöns östra strand.
På den sydligaste kullen syns en murad stengrund efter en fyrsidig byggnad med måtten 9,5 gånger 8,5 meter. På den mellersta kullen syns tegel och murbruk i marken och kullen skyddas åt landsidan av en grav med en vall utanför, i västra delen av kullen syns rester av en stentrappa ned mot sjön.
Den nordligaste kullen har inga synliga bebyggelselämningar men har en hel del sten i ytan och ett naturligt skyddat läge vid ett högre vattenstånd i sjön.
År 1358 utfärdade Torsten Styrbjörnsson av Sandbroätten ett dokument från Nynäs. Godset anlades troligen på 1350-talet men förlorade snart sin sätesgårdsfunktion.